# Francia Polinézia történelme
Francia Polinézia történelme nem mutat egységes képet egészen a francia gyarmatosítás lezárultáig.

## A kezdetek
A szigetek polinéziai népek általi benépesülése a 4. században kezdődött és a 9. században fejeződött be.

## Európai felfedezők
Az első európai, aki a szigetek közelében járt, az Magellán volt 1521-ben. Őt követte egy spanyol hajós, aki 1595-ben fedezte fel a Marquises-szigeteket. A holland Jacob Roggeveen 1722-ben felfedezte Bora Borát. Tahitit 1766-ban fedezte fel a francia Louis Antoine de Bougainville. A brit felfedező, James Cook 1769-ben látogatta meg a szigetvilágot. 1774-ben egy spanyol misszionárius csoport érkezett ide, s egy éven keresztül maradtak. 1797-től protestáns térítő csoportok érkeztek Polinéziába, s erőszakkal térítették meg az őslakosokat, köztük a királyt is.

## Francia gyarmatosítás
1834-ben francia katolikus misszionáriusok jöttek a szigetvilágba, s az ő erőszakos elüldözésük után (1836) Franciaország 1838-ban egy hadihajót küldött a térségbe. 1842-ben a Tahitiben létrehozott francia kormányzóság engedélyezte a katolikus térítők munkáját. A fővárost, Papeete-t 1843-ban alapították. 1881-ben Tahitit Franciaországhoz csatolták, s státuszát kormányzóságról gyarmatra változtatták. 1885-ben kineveztek egy kormányzót, s ezzel létrejött a teljes gyarmati adminisztráció. 

## A gyarmatosítás után
1892-ben első ízben adtak ki bélyegeket a szigeteken. 1903-ban a gyarmati terület hivatalos neve Francia Óceánia lett. 1940-ben, miután az anyaországot megszállta Németország, Francia Óceánia adminisztrációja a szabad franciák mellé állt. 1940. szeptember 16-án a japán kormány a terület megszállásáról döntött, habár a későbbi harcok során ezt a célt nem sikerült elérnie a japán hadseregnek. 1946-ban a francia kormány megszüntette az ország gyarmati státuszát, s azt tengerentúli területté változtatta, valamint a helyi lakosoknak megadták a francia állampolgárságot. 1957-ben változtatták nevét Francia Polinéziára. 1962-ben, miután Algéria független lett, Franciaország áthelyezte nukleáris kísérleti telepeit Francia Polinéziába, ahol 1974 után földalatti robbantásokat is végrehajtottak. 1977-ben részleges autonómiát kapott, melyet 1984-ben szélesítettek ki. Az utolsó nukleáris kísérleti robbantást 1996. január 29-én hajtották végre, ezután a francia kormány bejelentette, hogy csatlakozik az atomcsendegyezményhez.

## Napjainkban
Francia Polinézia bár hivatalosan tengerentúli terület, külön elnevezése "ország a Francia Köztársaságon belül”, aminek alkotmányjogi jelentése nem tisztázott, azonban mutatja azt a de facto helyzetet, hogy a terület jelentős autonómiával rendelkezik. Ezt jelzi az is, hogy a végrehajtó hatalom fejének hivatalos rangja „Francia Polinézia elnöke”. Ezen kívül – bár egyetlen hivatalos nyelv a francia – a helyi alkotmány hivatalosan elismeri a tahiti nyelvet is, mely tényleges hivatalos használatban van a franciával párhuzamosan a területen.
Francia Polinéziában jelentős a függetlenségpártiak aránya, fele-fele arányban vannak képviselve a helyi parlamentben a függetlenség hívei és ellenzői.

## Fordítás
Ez a szócikk részben vagy egészben  a   French_Polynesia című angol Wikipédia-szócikk fordításán alapul.  Az eredeti cikk szerkesztőit annak laptörténete sorolja fel. Ez a jelzés csupán a megfogalmazás eredetét és a szerzői jogokat jelzi, nem szolgál a cikkben szereplő információk forrásmegjelöléseként.